# Promenthouse
 (signalé en août 2025).
Si vous disposez d'ouvrages ou d'articles de référence ou si vous connaissez des sites web de qualité traitant du thème abordé ici, merci de compléter l'article en donnant les références utiles à sa vérifiabilité et en les liant à la section « Notes et références ».
- Archive Wikiwix
- Bing
- Cairn
- DuckDuckGo
- E. Universalis
- Gallica
- Google
- G. Books
- G. News
- G. Scholar
- Persée
- Qwant
- (zh) Baidu
- (ru) Yandex
- (wd) trouver des œuvres sur Wikidata

La Promenthouse est une rivière coulant dans le canton de Vaud en Suisse et un affluent du lac Léman donc du fleuve le Rhône.

## Parcours
Formée à partir de la Colline et du ruisseau de Cordex sur le territoire de la commune de Coinsins, elle reçoit la confluence de la Serine à la frontière entre les communes de Gland et Prangins.
Quelques mètres après la jonction, le barrage de pont-Farbel, qui produit près d'un million de kilowattheures par an, est placé sur son cours qui descend en direction du lac Léman. Elle forme ensuite un delta à l'est de la ville de Nyon, delta par lequel elle se jette dans le lac.

## Étymologie
Le nom de Promenthouse provient du hameau de Promenthoux situé autour du delta.